# Kultury epoki brązu
Najważniejsze kultury archeologiczne epoki brązu i wczesnej epoki żelaza (do ok. 400 r. p.n.e.) z podziałem na region występowania. 

## Zachodnia i środkowa Europa

### Obszary karpacko-dunajskie
- kultura Ezero
- kultura Glina III-Schneckenberg
- kultura Wietenberg
- kultura Verbicioara
- kultura Tei
- kultura Monteoru
- kultura Costisa
- kultura Girla Mare
- kultura Noua
- kultura Kiszyniów
- kultura Babadag
- kultura Basarabi
- kultura siedmiogrodzka
- kultura Ferigile
- kultura Insula Banului

### Północne Bałkany i Kotlina Karpacka
- grupa Csepel
- kultura Vučedol-Zók
- kultura Samogyvár-Vinkovci
- kultura pucharów dzwonowatych
- kultura Mako
- kultura Nagyrév
- kultura Nyirseg
- kultura Maros
- kultura Vatin
- kultura Kisapostag
- kultura ceramiki inkrustowanej
- kultura Hatvan
- kultura otomańska
- kultura Vatya
- kultura pilińska
- kultura Suciu de Sus
- kultura gawska
- kultura Belegis
- kultura holihradzka
- kultura kyjatycka
- kultura Mezocsat
- kultura Vekerzug

### Europa Środkowa
- kultura unietycka
- kultura straubińska
- kultura madziarowska
- kultura wieterzowska
- kultura iwieńska
- Krąg kultur mogiłowych
- kultura przedłużycka
- Krąg kultur pól popielnicowych
- kultura łużycka
- kultura halsztacka

### Europa Zachodnia i Północna
- kultura Polada
- kultura El Argar
- kultura Wessex
- kultura nordyjska
- kultura terramare
- kultura Deverel-Rimbury
- kultura Este
- kultura Golasecca
- kultura Villanova
- kultura armorykańska
- kultura nadrodańska
- kultura jastorfska
- kultura pomorska
- kultura kurhanów zachodniobałtyjskich

## Strefa leśna Eurazji

### Dorzecze Wisły i Dniepru
- kultura mierzanowicka
- kultura trzciniecka
- kultura komarowska
- kultura sośnicka
- kultura marianowska
- kultura biełogrudowska
- kultura czarnoleska
- kultura bondarichańska
- kultura juchnowska

### Obszary wołgo-kamskie
- kultura wołosowska
- kultura fatianowska
- kultura bałanowska
- kultura abaszewska
- kultura sejmińsko-turbińska
- kultura czirikowska
- kultura nadkazańska
- kultura pozdniakowska
- kultura ananińska
- kultura gorodecka
- kultura diakowska

### Strefa uralska i zachodnia Syberia
- kultura jurtikowska
- kultura garinsko-borska
- kultura nowokuskowska
- kultura igrekowska
- kultura koptjakowska
- kultura korotowska
- kultura samuska
- kultura czerkaskulska
- kultura suzgulska
- kultura jełowska
- kultura tazowska
- kultura ortinska

### Azja centralna i wschodnia Syberia
- kultura okuniewska
- kultura andronowska
- kultura karasukska
- kultura głazkowska (również kultura głaskowska)
- kultura sziwierska
- kultura doroninska
- kultura dworcowska
- kultura ymyjachtachska
- kultura ustbielska

## Strefa kaukaska i stepowa wschodniej Europy, zachodniej Syberii i centralnej Azji

### Kaukaz
- kultura majkopska
- kultura kuro-arakska
- kultura bedenska
- kultura dolmenowa
- kultura północnokaukaska
- kultura kajakentsko-choroczojewska
- kultura Trialeti
- kultura centralnokaukaska
- kultura kobańska
- kultura kolchidzka

### Wschodnia Europa
- kultura Srednij Stog
- kultura repińska
- kultura grobów jamowych
- kultura grobów katakumbowych
- kultura półtawkińska
- kultura nowotitorowska
- kultura abaszewska
- kultura pokrowska
- kultura ceramiki wielowałeczkowej
- kultura grobów zrębowych
- kultura sabatinowska
- kultura biełozierska
- kultura czernogorowska
- kultura nowoczerkaska
- kultura scytyjska

### Zachodnia Syberia
- kultura afanasjewska
- kultura okuniewska
- kultura Sintaszta-Pietrowka
- kultura andronowska
- kultura karasukska
- kultura ujukska
- kultura tagarska